# Division 1 i amerikansk fotboll för herrar 2012
Division 1 var den näst högsta serien i amerikansk fotboll för herrar i Sverige 2012. Serien bestod av 20 lag uppdelade på tre olika geografiska serier. Vinst gav 2 poäng, oavgjort 1 poäng och förlust 0 poäng.
Det bästa lagen i varje serie gick vidare till Division 1 slutspel.

## Serierna

### Norra
Lagen möttes i dubbelmöten hemma och borta.
| Lag                  | S | V | O | F | GP  | IP  | P  |
| -------------------- | - | - | - | - | --- | --- | -- |
| Västerås Roedeers    | 6 | 5 | 1 | 0 | 160 | 43  | 11 |
| Jamtland Republicans | 6 | 3 | 1 | 2 | 110 | 87  | 7  |
| Gefle Red Devils     | 6 | 3 | 0 | 3 | 134 | 103 | 6  |
| Sundsvall Flames     | 6 | 0 | 0 | 6 | 16  | 192 | 0  |

|                      | GRD   | JR    | SF   | VR    |
| -------------------- | ----- | ----- | ---- | ----- |
| Gefle Red Devils     |       | 16-27 | 58-0 | 10-19 |
| Jamtland Republicans | 21-24 |       | 31-0 | 18-18 |
| Sundsvall Flames     | 8-21  | 0-13  |      | 8-22  |
| Västerås Roedeers    | 28-7  | 26-0  | 47-0 |       |

Arlanda Jets B drog sig ur.

Westerbotten Huskies drog sig ur.
S = Spelade matcher; V = Vunna matcher; O = Oavgjorda matcher; F = Förlorade matcher

GP = Gjorda poäng; IP = Insläppta poäng; P = Poäng

Färgkoder:
     – Mästerskapsslutspel.

### Östra
Lagen var uppdelade i två konferenser med gemensam tabell, där man möttes i dubbelmöten hemma och borta inom konferensen och enkelmöten med övriga lag. Eftersom det spelades olika antal matcher avgjorde vinstprocent vilket lag som gick vidare till slutspel.
| Lag              | Konferens | Lag                    | Konferens |
| ---------------- | --------- | ---------------------- | --------- |
| Karlskoga Wolves | Västra    | Eskilstuna Sharks      | Östra     |
| Lidköping Lakers | Västra    | Norrköping Panthers    | Östra     |
| Skövde Dukes     | Västra    | Nyköping Baltic Beasts | Östra     |
|                  |           | Södertälje Truckers    | Östra     |

| Lag                    | S | V | O | F | GP  | IP  | P  | PCT   |
| ---------------------- | - | - | - | - | --- | --- | -- | ----- |
| Nyköping Baltic Beasts | 9 | 8 | 1 | 0 | 314 | 31  | 17 | 0.944 |
| Karlskoga Wolves       | 8 | 5 | 3 | 0 | 179 | 20  | 13 | 0.813 |
| Eskilstuna Sharks      | 9 | 5 | 0 | 4 | 159 | 97  | 10 | 0.555 |
| Södertälje Truckers    | 9 | 4 | 1 | 4 | 218 | 109 | 9  | 0,500 |
| Lidköping Lakers       | 8 | 3 | 1 | 4 | 68  | 151 | 7  | 0.438 |
| Skövde Dukes           | 8 | 2 | 0 | 6 | 60  | 171 | 4  | 0.250 |
| Norrköping Panthers    | 9 | 0 | 0 | 9 | 27  | 446 | 0  | 0.000 |

|                        | ES   | KW   | LL    | NP   | NBB   | SD   | ST    |
| ---------------------- | ---- | ---- | ----- | ---- | ----- | ---- | ----- |
| Eskilstuna Sharks      |      | 0-22 | -     | 30-0 | 7-28  | 0-2  | 28-21 |
| Karlskoga Wolves       | -    |      | 15-6  | 74-0 | 6-6   | 40-0 | -     |
| Lidköping Lakers       | 0-26 | 0-0  |       | -    | -     | 6-0  | 6-26  |
| Norrköping Panthers    | 0-50 | -    | 14-32 |      | 0-37  | -    | 0-50  |
| Nyköping Baltic Beasts | 18-0 | -    | 56-0  | 66-6 |       | -    | 35-0  |
| Skövde Dukes           | -    | 0-14 | 14-18 | 44-7 | 0-54  |      | -     |
| Södertälje Truckers    | 6-18 | 8-8  | -     | 63-0 | 12-14 | 32-0 |       |

S = Spelade matcher; V = Vunna matcher; O = Oavgjorda matcher; F = Förlorade matcher

GP = Gjorda poäng; IP = Insläppta poäng; P = Poäng

Färgkoder:
     – Mästerskapsslutspel.

### Södra
Lagen möttes i dubbelmöten hemma och borta.
| Lag                    | S  | V  | O | F | GP  | IP  | P  |
| ---------------------- | -- | -- | - | - | --- | --- | -- |
| Kristianstad Predators | 10 | 10 | 0 | 0 | 482 | 79  | 20 |
| Ystad Rockets          | 10 | 6  | 1 | 3 | 192 | 188 | 13 |
| Limhamn Griffins       | 10 | 3  | 2 | 5 | 182 | 237 | 8  |
| Göteborg Marvels       | 10 | 3  | 2 | 5 | 146 | 214 | 8  |
| Hässleholm Hurricanes  | 10 | 2  | 2 | 6 | 169 | 291 | 6  |
| Ekeby Greys            | 10 | 2  | 1 | 7 | 75  | 235 | 5  |

|                        | EG    | GM    | HH    | KP   | LG    | YR    |
| ---------------------- | ----- | ----- | ----- | ---- | ----- | ----- |
| Ekeby Greys            |       | 7-23  | 13-28 | 6-28 | 6-0   | 8-8   |
| Göteborg Marvels       | 23-6  |       | 21-27 | 7-51 | 17-28 | 7-24  |
| Hässleholm Hurricanes  | 13-14 | 14-14 |       | 6-49 | 14-32 | 6-38  |
| Kristianstad Predators | 56-0  | 41-0  | 62-26 |      | 48-21 | 67-6  |
| Limhamn Griffins       | 40-8  | 7-7   | 22-22 | 0-57 |       | 12-27 |
| Ystad Rockets          | 26-7  | 9-27  | 26-13 | 7-23 | 21-20 |       |

Lugi Vikings drog sig ur. 
S = Spelade matcher; V = Vunna matcher; O = Oavgjorda matcher; F = Förlorade matcher

GP = Gjorda poäng; IP = Insläppta poäng; P = Poäng

Färgkoder:
     – Mästerskapsslutspel.

## Slutspelsserien
| Lag                    | S | V | O | F | GP  | IP  | P |
| ---------------------- | - | - | - | - | --- | --- | - |
| Kristianstad Predators | 2 | 2 | 0 | 0 | 104 | 7   | 4 |
| Västerås Roedeers      | 2 | 1 | 0 | 1 | 40  | 36  | 2 |
| Nyköping Baltic Beasts | 2 | 0 | 0 | 2 | 6   | 107 | 0 |

|      | Hemma                  | Borta                  | Resultat |
| ---- | ---------------------- | ---------------------- | -------- |
| 15/9 | Kristianstad Predators | Nyköping Baltic Beasts | 74-0     |
| 22/9 | Västerås Roedeers      | Kristianstad Predators | 7-30     |
| 29/9 | Nyköping Baltic Beasts | Västerås Roedeers      | 6-33     |